# 丹尼尔·布尔斯廷
丹尼尔·布尔斯廷（Daniel J. Boorstin，1914年10月1日—2004年2月28日），美国历史学家、博物学家和前美國国会图书馆馆长。

## 生平
1914年出生在美国南部的亚特兰大，2004年2月28日因肺炎在华盛顿去世。
他一生中出版过20多本著作，其中最重要和最有影响的是两套三部曲——《美国人》三部曲和人类文明史三部曲。
他是俄罗斯犹太移民的后代，父亲是一个律师，在一次为一个犹太工厂主辩护时，得罪了当地的反犹主义者，全家被迫离开佐治亚州，迁移到北方的俄克拉何马州，他在那里度过了童年。
在哈佛大学完成英国历史和文学的本科学业后，他获得了罗德奖学金的资助，前往牛津大学攻读法律，并通过了英国律师考试，成为了少数可以在英国高等法庭出庭辩护的美国人之一。1940年，他回到美国后在耶鲁大学拿到了法学博士学位，子承父业当上了一名律师。他的第一本书就叫作《神秘的法学》。
1944年，他在芝加哥大学获得了一个教职，从此开始了自己漫长的学术生涯。目前还不清楚，是什么原因使他放弃了法律研究，而将兴趣转移到了历史研究上。在读书期间，他曾经有一个独特的学术观点，认为美国人实用主义和注重现实的民族性格，并非来自某种教条或信仰，而是在定居北美大陆的过程中，在环境的磨炼下自然形成了。这个观点可能构成了他后来写作《美国人》三部曲的主要动机。
1958年，《美国人》的第一卷《殖民之历程》出版，后面的两卷《建国之历程》和《民主之历程》分别于1965年和1973年出版。这三部曲以150万字的篇幅，全景式的展现了美国从殖民地一直到当代的400年间的历史发展，引起了轰动。布尔斯廷也因此确定了美国史专家的学术地位。这套三部曲获得很多奖项，最后一本《民主历程》还夺得了1973年普利策最佳历史学著作。
布尔斯廷在哈佛大学做学生时，曾一度信仰过左翼的激进主义思想，并在1938年短暂参加过一个共产主义小组的活动，后来因对斯大林主义和苏德达成互不侵犯条约的失望，而退出了该小组。1953年，他因这段经历受到了众议院非美委员会质询，他作出了妥协，提供了该小组其他参加者的名单。这件事成为了他一生中最受争议的事件，60年代末美国学生运动高涨时，他的课因此受到抵制，他本人也遭到学生的冲击，为此他不得不离开了已经执教25年的芝加哥大学，前往史密森博物馆担任馆长。
布尔斯廷是美国学术圈内有名的酷爱读书的学者。1975年福特总统提名他担任国会图书馆第12任馆长，他对这个世界上最大的图书馆作出了重大贡献。在他去世后，现任馆长詹姆斯·贝灵顿（James H. Billington）这样评价他的贡献：“他建立了国会图书馆图书资料中心，在全美国积极推动阅读。他关注的并不仅仅是扫除无知和愚昧，他也十分关心如何恢复人们对阅读的兴趣。他发起了重修杰弗逊大楼的计划，并争取到了国会的支持，使其重新成为了美国读书人的圣殿。......他是一个为书而生的人，是上帝赐给美国的礼物。”

在日常生活中，布尔斯廷有早期清教徒的特点，生活态度严肃保守，不喜欢打领带，而喜欢戴领结。他也是一个十分勤奋的学者，几乎所有时间都用来写作。以至在审议他担任国会图书馆馆长的听证会上，好几个参议员要求他如果担任这个职务，就不能把精力放在写作上。他最后只答应不在工作时间写作，其他时间——周末、每个工作日的晚上和清晨——依然笔耕不缀。
在国会图书馆工作期间，布尔斯廷得以写下他的煌煌巨著人类文明史三部曲的第一部作品，1983年出版的专注于科技与地理领域的《发现者：人类发现世界与自我的历史》。其后，又在1992年出版了专注于文学艺术领域的《创造者：富于想象力的巨人们的历史》。以及1995年出版的专注与哲学文化领域的《探索者：人类不懈理解世界的故事》。
1987年，布尔斯廷主动辞去了国会图书馆的工作，过上了退休生活。在1995年他生前出版的最后一本书《探索者》的结尾，他这样写道：“身处两个永恒——逝去的往昔和未知的将来——之间，我们从未停止追寻自己所处的位置和方向感。”这句话也是他的一生的最好写照。

## 基本著作年表
- 神秘的法学（The Mysterious Science of the Law）（1941）
- 托马斯·杰弗逊的迷失世界（The Lost World of Thomas Jefferson）（1948）
- 美国政治的精髓（The Genius of American Politics）（1953）
- 美国人：殖民的历程（The Americans: The Colonial Experience）（1958）
- 美国观念和欧洲镜像（America and the Image of Europe:Reflections on American Thought）（1960）
- 美国虚构事件导论（The Image: A Guide to Pseudo-events in America）（1962）
- 美国人：建国的历程（The Americans: The National Experience）（1965）
- 美国人的里程碑历史：从普利茅斯到阿波马托克斯（The Landmark History of the American People: From Plymouth to Appomattox）（1968）
- 今日美国激进主义的衰落（The Decline of Radicalism: Reflections of America Today）（1969）
- 美国人的里程碑历史：从阿波马托克斯到月球（The Landmark History of the American People: From Appomattox to the Moon）（1970）
- 荒诞社会学（The Sociology of the Absurd: Or, the Application of Professor X）（1970）
- 美国人：民主的历程（The Americans: The Democratic Experience)（1973）
- 民主和它在日常生活中产生的不快（Democracy and Its Discontents: Reflections on Everyday America）（1974）
- 探索的精神：今昔的美国与世界（The Exploring Spirit: America and the World, Then and Now）（1976）
- 技术的共和（The Republic of Technology）（1978）
- 合众国历史（与布鲁克斯·凯利和鲁斯·弗兰克尔合著）（The History of the United States with Brooks M. Kelley and Ruth Frankel）（1981）
- 发现者：人类发现世界与自我的历史（The Discoverers：A History of Man's search to Know his World and himself）（1983）
- 隐藏的历史（Hidden History）（1987）
- 创造者：富于想象力的巨人们的历史（The Creators: A History of Heroes of the Imagination）（1992）
- 克里奥派特拉的鼻子（Cleopatra's Nose: Essays on the Unexpected）（1994）
- 探索者：人类不懈理解世界的故事（The Seekers : The Story of Man's Continuing Quest to Understand His World）（1998）